# Mikel Scicluna
Mikel Scicluna (Malta, 29 de julho de 1929 — Pittsburgh, 21 de março de 2010), mais conhecido pela sua alcunha de "Baron Mikel Scicluna", foi um lutador de luta livre profissional maltês.

## Carreira
Após ser treinado por Waldo Von Erich, Scicluna começou sua carreira em Toronto, na Stampede Wrestling, em 1953 usando o nome de "Mike Valentino". Ao lutar na World Wide Wrestling Federation (WWWF) de Nova Iorque em 1965, Scicluna passou a usar seu nome real, interpretando um vilão da aristocracia maltesa, adotando a alcunha de "barão". Ele ficou conhecido por usar objetos ilegais durante os combates.
Ele enfrentou Bruno Sammartino pelo título da WWWF em duas ocasiões, sem sucesso. Scicluna conquistou seu primeiro campeonato na WWWF em 22 de setembro de 1966. Ele e Smasher Sloan enfrentavam Johnny Valentine e Antonio Pugliese pelo Campeonato Estadunidense de Duplas em uma luta de duas quedas. Com o combate empatado, Valentine abandonou seu parceiro lesionado e entregou o título a Scicluna e Sloan. Eles mantiveram o título até 8 de dezembro, quando foram derrotados por Pugliese e Spiros Arion. Em 1 de fevereiro de 1972, Scicluna conquistaria outro campeonato de duplas, quando ele e King Curtis Iaukea derrotaram Karl Gotch e Rene Goulet pelo título de duplas da WWWF. Eles manteriam o título até 22 de maio, quando foram derrotados por Sonny King e Chief Jay Strongbow. Ele se aposentaria em 1984.
Em 1996, Scicluna foi induzido ao Hall da Fama da WWF.

## Morte
Scicluna morreu em 21 de março de 2010, aos 80 anos, vítima de câncer no pâncreas.

## Títulos e prêmios
- NWA San Francisco
  - NWA World Tag Team Championship (versão de São Francisco) (1 vez)[8] – com Gene Dubuque

- World Championship Wrestling (Austrália)
  - IWA World Heavyweight Championship (1 vez)[9]
  - IWA World Tag Team Championship (3 vezes)[10] – com Cyclon Negro

- World Wide Wrestling Federation / World Wrestling Federation
  - WWWF Tag Team Championship (1 vez)[6] – com King Curtis Iaukea
  - WWWF United States Tag Team Championship (1 vez)[5] – com Smasher Sloan
  - Hall da Fama da WWF (Classe de 1996)[7]